# Odabaşı (Nusaybin)
Odabaşı (Aramees: Qritho d'Ito, ܩܪܝܬܐ ܕܥܝܬܐ) is een dorp in het district Nusaybin in de provincie Mardin, Turkije. Het dorp ligt in de historische regio Tur Abdin en wordt bewoond door Arameeërs en Koerden van de stammen Mizizex en Omerkan. In 2021 telde het dorp 686 inwoners.

## Naam
De Aramese naam van het dorp, Qritho d'Ito, is samengesteld uit de woorden "qritho" (dorp) en "'ito" (kerk), wat betekent "dorp van de kerk".

## Geschiedenis
In 1915 werd Qritho d'Ito bewoond door 50 Aramese gezinnen, voornamelijk afkomstig uit Hebob. De bewoners waren aanhangers van de Syrisch-Orthodoxe Kerk. Het dorp stond bekend om zijn katoenproductie en was eigendom van de familie Malke Gawriye.
Tijdens de Sayfo kwamen in april 1915 vijftien soldaten en commandant Sheyhe Dolmaji naar het dorp op zoek naar deserteurs. Na marteling van enkele mannen werd de commandant gedood en de soldaten verjaagd. De bewoners vluchtten vervolgens met hun waardevolle spullen naar het dorp Hebob.
Vluchtelingen uit het nabijgelegen Qewetla, die via Qritho d'Ito naar Beth-Debe trokken, werden vermoord door milities van Al-Khamsin onder leiding van Qaddur Bey en Dakshuri Koerden.
In 1960 telde het dorp 516 inwoners. In 1966 waren er circa 600 Turoyo-sprekende christenen in 90 gezinnen, en op een gegeven moment in de jaren 60 woonden er zo'n 800 Turoyo-sprekers. In 1987 waren er nog 40 Aramese gezinnen.